# Tyrone de la Bastide
Tyrone Carl de la Bastide (Diego Martín; 18 de octubre de 1938-Whitby; 23 de marzo de 2008) fue un futbolista trinitense.

## Trayectoria
Jugó en su país con el Dynamos FC desde 1958 y luego en 1960 con el Maple Club, ganando varias títulos, hasta su retiro en 1971.

## Palmarés

### Títulos nacionales
| Título                | Equipo     | País              | Año  |
| --------------------- | ---------- | ----------------- | ---- |
| Liga de Puerto España | Maple Club | Trinidad y Tobago | 1961 |
| Liga de Puerto España | Maple Club | Trinidad y Tobago | 1962 |
| Liga de Puerto España | Maple Club | Trinidad y Tobago | 1963 |
| Copa FA               | Maple Club | Trinidad y Tobago | 1963 |
| Liga de Puerto España | Maple Club | Trinidad y Tobago | 1967 |
| Liga de Puerto España | Maple Club | Trinidad y Tobago | 1968 |
| Liga de Puerto España | Maple Club | Trinidad y Tobago | 1969 |
| Copa FA               | Maple Club | Trinidad y Tobago | 1970 |